# Midnight Ride
Az 1966-os Midnight Ride a Paul Revere and the Raiders amerikai pop-rock együttes nagylemeze. Az albumon hallható a Kicks című dal, mely kislemezként az ötödik helyig jutott az amerikai listákon. Az (I'm Not Your) Steppin' Stone dalt a The Monkees feldolgozta, és 1967-ben a 20. helyre került az amerikai listákon. 1967. március 20-án aranylemez lett az Egyesült Államokban. Szerepel az 1001 lemez, amit hallanod kell, mielőtt meghalsz című könyvben.

## Az album dalai
| 1. | Kicks                         | Mann, Weil      | 2:28 |
| 2. | There's Always Tomorrow       | Levin, Smith    | 2:39 |
| 3. | Little Girl in the 4th Row    | Lindsay, Revere | 2:58 |
| 4. | Ballad of a Useless Man       | Levin           | 2:08 |
| 5. | (I'm Not Your) Steppin' Stone | Boyce, Hart     | 2:31 |
| 6. | There She Goes                | Lindsay, Revere | 1:47 |

| 1. | All I Really Need Is You   | Lindsay, Revere | 3:27 |
| 2. | Get It On                  | Levin, Volk     | 3:12 |
| 3. | Louie, Go Home             | Lindsay, Revere | 2:41 |
| 4. | Take a Look at Yourself    | Lindsay, Revere | 1:48 |
| 5. | Melody For an Unknown Girl | Lindsay, Revere | 1:59 |

## Helyezések
| Év   | Lista         | Helyezés |
| ---- | ------------- | -------- |
| 1966 | Billboard 200 | 9        |

## Közreműködők
- Drake Levin – szólógitár, háttérvokál
- Mark Lindsay – ének (kivéve ahol jelölve van)
- Paul Revere – orgona, háttérvokál, hangszerelő
- Mike "Smitty" Smith – dobok, ének a There's Always Tomorrow-on
- Phil "Fang" Volk – basszusgitár, háttérvokál, ének a Get It On-on